# Ley Atenco
La Ley Atenco es la forma en que colectivos y medios de comunicación han nombrado la Ley que Regula el Uso de la Fuerza Pública aprobada por el Congreso del Estado de México en donde se regula el uso de la fuerza pública y empleo de armas, incluyendo letales, para el control de la seguridad pública.

## Antecedentes
En los primeros días de mayo de 2006, en la comunidad de San Salvador Atenco se presentaron una serie de enfrentamientos entre la Policía Federal Preventiva de México, la Agencia de Seguridad Estatal del Estado de México, la policía municipal y habitantes del pueblo, militantes del Frente de Pueblos en Defensa de la Tierra (FPDT) y otros adherentes a La Otra Campaña del EZLN, que dejó como resultado el fallecimiento de Alexis Benhumea y Javier Cortés, la detención de 207 personas -entre ellas 10 menores de edad-, 146 detenciones arbitrarias, la expulsión de cinco extranjeros y quejas contra elementos policiacos por presuntas vejaciones y violaciones sexuales a 26 mujeres.
La presentación de la ley para regular el uso de la fuerza pública es asociada al control de eventos como el suscitado en Atenco, legalizando el empleo de armas, incluidas las letales y deslindando las responsabilidades.
La llamada Ley Atenco guarda similitudes con la Ley Bala que los congresos de Chiapas y Puebla intentaron aprobar en las legislaturas de dichos estados, pero que fueron revocadas luego de presiones sociales.

## Aprobación
El gobernador del Estado de México (2011-2017), Eruviel Ávila, envió al congreso, en diciembre de 2015, una iniciativa para regular el uso de la fuerza pública.
Con los votos a favor de los diputados del PRI, PAN, PRD y en contra de los diputados de Morena fue aprobada el 17 de marzo de 2016 y publicada al día siguiente en el diario oficial del Estado de México.
Por normativa, tras su publicación, se tiene 90 días para entrar en vigor.

## Reacciones
Diversos ONGs han reprobado la ley por su impacto social.